# Красильников, Владилен Дмитриевич
Владиле́н Дми́триевич Краси́льников (род. 18 марта 1932, Москва) — советский и российский архитектор, кандидат архитектуры (1970), профессор (1981). Заслуженный архитектор РСФСР (1980). Заслуженный деятель искусств Российской Федерации (1995). Народный архитектор Российской Федерации (2003).
Член Союза Архитекторов СССР (1959—1991) и России (с 1991). Член-корреспондент РААСН (1994). Действительный член РАХ (1997).

## Биография
Родился 18 марта 1932 года в Москве. В 1955 году окончил Московский архитектурный институт.
В 1956—1987 годах работал в «Гипротеатре», где прошёл путь от архитектора до главного архитектора института.
В 1964—1967 годах руководил мастерской в ЦНИИЭП учебных зданий.
С 1987 по 1991 год был заместителем главного архитектора города и главным художником Москвы.
В 1961—2004 годах преподавал в Московском архитектурном институте.
Академик Международной академии архитектуры в Москве с 1992 года, с 1994 года — вице-президент.
В 1992-1999 годах был членом комиссии по государственным наградам при Президенте РФ.
В 1995 году стал заместителем председателя ООО «Товарищество театральных архитекторов».
Автор более 50 статей и нескольких книг.

## Семья
Дочь Мария — народный художник РФ, член-корреспондент РАХ.

## Проекты и постройки
- Тульский академический театр драмы;
- Литературный музей в Орле (1978 г. совместно с М. Гавриловой);
- Окружной дом офицеров во Львове (1991);
- Культурный центр в Багдаде;
- Посольство России в Габоне (1991 г., г. Либревиль, совместно с арх-ром В. Буйновым);
- Детский музыкальный театр им. Сац;
- Здание цирка Юрия Никулина на цветном Бульваре (1988 г., совместно с арх-рами А. Агафоновым и Н. Кудряшовым);
- Театральный центр им. В. Мейерхольда (2002 г., совместно с Г. П. Савченко, Ю. П. Гнедовским);
- Административный центр на Преображенской площади (2010 г., совместно с М. Гавриловой, Ю. Гнедовским, К. Шумовым);
- Высотное здание на Семёновской площади (2006 г., совместно с Ю. Гнедовским и Г. Савченко);
- Реконструкция здания МХАТ им. Чехова в Камергерском проезде (1987 г., арх-ры С. Гельфер, В. Парунакян, М. Гаврилова, художник Д. Жилинский)[5]

## Награды и звания
- Орден Почёта (21 марта 2007 года) — за заслуги в области культуры и искусства, многолетнюю плодотворную деятельность[6].
- Народный архитектор Российской Федерации (22 февраля 2003 года) — за большие заслуги в области искусства[7].
- Заслуженный деятель искусств Российской Федерации (17 марта 1995 года) — за заслуги в области искусства[8].
- Заслуженный архитектор РСФСР (1981 год)[9].
- Государственная премия СССР (1982 год) — за архитектуру Московского детского музыкального театра.
- Премия Совета министров СССР (1980 год) — за строительство Общественного центра села Петровки Крымской области.
- Государственная премия РСФСР в области архитектуры (1971 год) — за проектирование и строительство здания драматического театра в Туле.